# Fällipeässoaivi
Fällipeässoaivi är en kulle i Finland.   Den ligger i den ekonomiska regionen Norra Lappland och landskapet Lappland, i den norra delen av landet, 1 000 km norr om huvudstaden Helsingfors. Toppen på Fällipeässoaivi är 453 meter över havet, eller 141 meter över den omgivande terrängen. Bredden vid basen är 2,3 km.
Terrängen runt Fällipeässoaivi är huvudsakligen platt, men norrut är den kuperad.  Trakten runt Fällipeässoaivi är nära nog obefolkad, med mindre än två invånare per kvadratkilometer. Omgivningarna runt Fällipeässoaivi är i huvudsak ett öppet busklandskap.